# Manlio Gelsomini
Manlio Gelsomini (Roma, 9 novembre 1907 – Roma, 24 marzo 1944) è stato un velocista, militare e partigiano italiano, trucidato alle Fosse Ardeatine.

## Biografia
Velocista della "A.S. Roma", fu chiamato negli anni venti nella nazionale italiana di atletica leggera.  Giocò sul finire del 1931 nella squadra di Rugby con il ruolo di ala,  della S.S.Lazio Rugby  con ottime prestazioni grazie anche alla sua velocità..
Giovanissimo aderì al Partito Nazionale Fascista e fu capitano del 79º Battaglione "Camicie Nere" della Milizia Volontaria Sicurezza Nazionale.
Laureatosi in Medicina e Chirurgia, fu medico al Policlinico Umberto I di Roma. Fu anche membro della Massoneria.
Durante la seconda guerra mondiale fu capitano medico di complemento e si trovava a Roma l'8 settembre 1943. Sottrattosi ai tedeschi, entrò nel Fronte militare clandestino della Resistenza romana e si rifugiò sulle montagne del viterbese organizzandovi, con il nome di battaglia "Ruggiero Fiamma", nuclei di resistenza con il Raggruppamento bande "Monte Soratte".
A causa di un delatore fu arrestato dai tedeschi e poi ucciso nell'eccidio delle Fosse Ardeatine il 24 marzo 1944.